# Раувольфия змеиная
Рауво́льфия змеи́ная (лат. Rauvólfia serpentína) — вечнозелёный кустарник, вид растений рода Раувольфия (Rauvolfia) семейства Кутровые (Apocynaceae), произрастающий в Индии, Мьянме, Индонезии, иногда культивируется.
Видовой эпитет serpentina («змеиная») растение получило за то, что в Индии его издавна применяли при укусах змей, и у своих хижин крестьяне держали по 2—3 таких куста.

## Биологическое описание
Вечнозелёный кустарник.
Корень стержневой, изогнутый, 2—3 м длиной, неволокнистый, с крупными боковыми корнями и с узкой корой. Поверхность корня бурая, но на изломе он светлый, неволокнистый. Вкус горький, запаха нет.
Листья расположены мутовчато по 3—5, реже супротивные или очерёдные, голые, плотные и блестящие, овальные или продолговато-эллиптические, слегка заострённые, короткочерешковые.
Цветки правильные, пятичленные; собраны в густые верхушечные или пазушные зонтиковидные соцветия. Венчик белый или розовый, трубчатый, пятилопастной; лопасти венчика накладываются одна на другую. Цветоножки и чашелистики ярко-красные.
Плоды красного цвета, состоящие из двух сочных костянок, сросшихся до середины.

## Распространение и среда обитания
Китай, Индия, Непал, Шри-Ланка, Камбоджа, Лаос, Мьянма, Таиланд, Вьетнам, Индонезия (Ява, Малые Зондские острова), Малайзия (Малайя). Растение культивируется в Индии, Шри-Ланке и на Яве. В СССР и США проводились опыты по его культивированию.
Произрастает по опушкам тропических лесов.

## Химический состав
Корень растения содержит более 25 (по другим данным, более 50) алкалоидов, в том числе йохимбин, резерпин, аймалин и серпентин. Их суммарное содержание чаще всего составляет 1—2 %.

## Хозяйственное значение и применение
Корень раувольфии змеиной (лат. Radix Rauwolfiae serpentinae) служит лекарственным сырьём для получения ряда алкалоидов — производных индола.
Из сырья получают препарат «Резерпин», который представляет собой чистый алкалоид и является симпатолитиком, нейролептиком и прописывается при гипертонии как антигипертензивное средство, суммарный препарат «Раунатин», разработанный в соавторстве с биохимиком В.А. Дадали, применяемый для лечения гипертонической болезни, препарат «Аймалин» — эффективное антиаритмическое средство, обладающее нормализующим влиянием на нарушенный ритм сердечной деятельности.

## Экология
Несмотря на культивирование, запасы этого растения в природе сокращаются, особенно резко после сообщения в СМИ о его лекарственных свойствах.